# Anomis calamodes
Anomis calamodes là một loài bướm đêm trong họ Erebidae.